# Señora de Chornancap

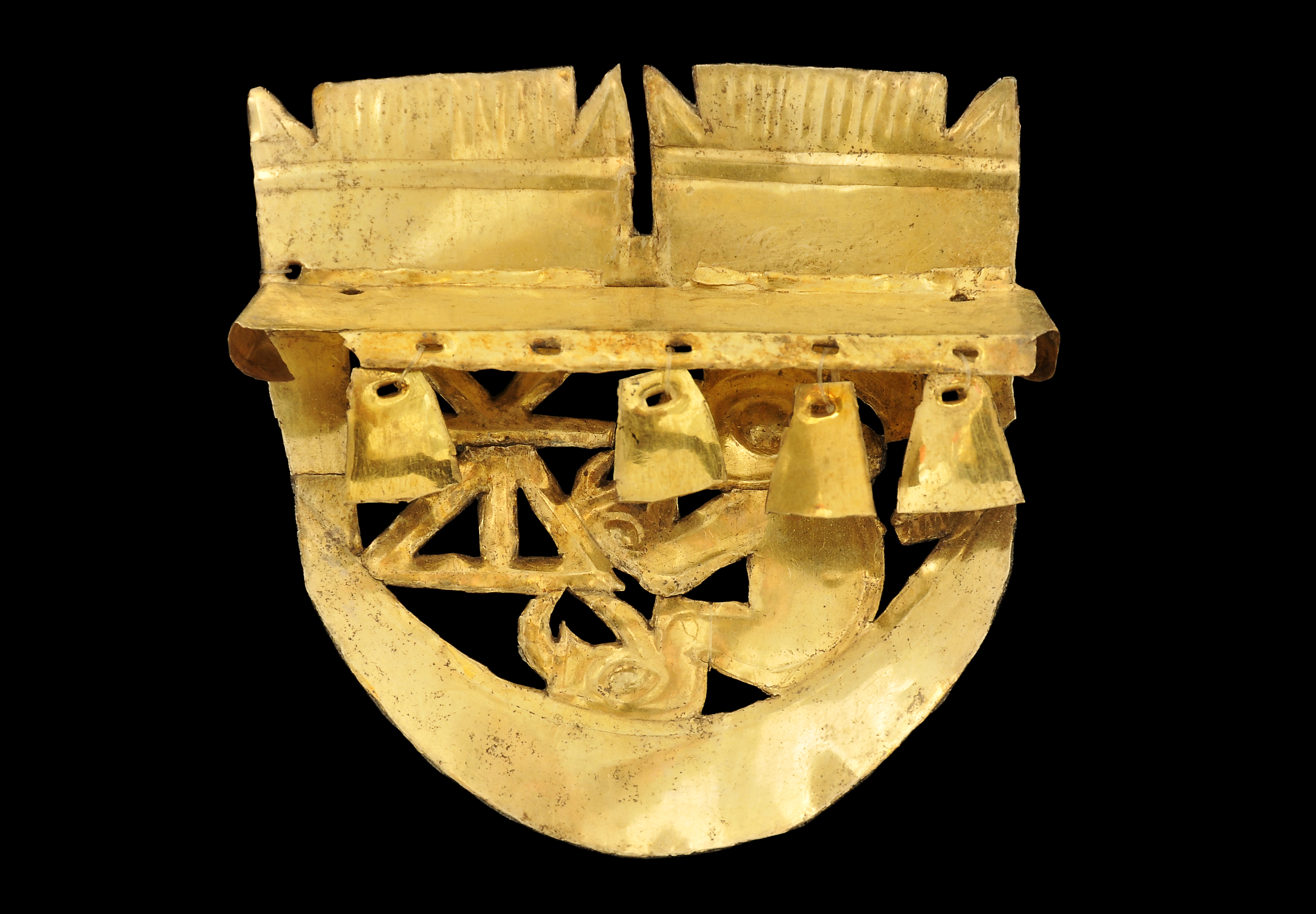
Detalle de la diadema del tesoro encontrado en el complejo arqueológico de Chotuna-Chornancap, donde se puede apreciar la imagen de la Señora de Chornancap sentada frente al telar.

La señora de Chornancap, también llamada sacerdotisa de Chornacap, es el nombre que se le da a unos restos femeninos de una gobernante y sacerdotisa lambayeque, cultura preincaica desarrollada entre los siglos VIII y XIV, hallados en 2011 en el complejo arqueológico de Chotuna-Chornancap.

## Descubrimiento
En octubre de 2011, los investigadores del proyecto arqueológico Chotuna-Chornancap descubrieron la tumba de un personaje femenino, el cual llevaba gran cantidad de brazaletes y sortijas en los brazos y dedos, elaborados con diminutas cuentas de chaquiras, así como narigueras, orejeras, vasos ceremoniales, cetro, corona y máscara, labrados en oro y plata. Las investigaciones concluyeron en que se trataba de una mujer de entre 45 y 55 años, que vivió durante la segunda mitad del siglo XIII, en el último periodo de la cultura lambayeque. También se determinó el alto rango que había tenido, pues el cuerpo ocupaba una plataforma de entierro superior y estaba rodeada de restos humanos, posiblemente sacrificados para que le acompañaran después de fallecida. Los estudios determinaron que estas personas sacrificadas eran ocho mujeres de entre 15 a 20 años de edad, probablemente familiares del personaje de alto rango.
En total, se contabilizaron más de 300 objetos de oro, plata, cobre y cerámica, en los que predomina la imagen de Naylamp, el dios-héroe epónimo de la cultura lambayeque. Así mismo, el cuerpo de la sacerdotisa estaba cubierto con dos mantos con aplicaciones de discos lunares de cobre, dibujados con la ola mítica de esta cultura asociada al mar. También se hallaron pectorales hechos de Spondylus y gran variedad de cerámicas, muchas de ellas de estilo cajamarca.
Se convino en que se trataba de una sacerdotisa o una mujer de alto rango, la primera perteneciente a dicha cultura en ser hallada, aunque ya se habían descubierto los restos de mujeres de elite pertenecientes a la cultura moche (las sacerdotisas de San José de Moro y la señora de Cao). Todo lo cual sugiere el importante rol dirigente que tuvo la mujer en las sociedades preincas de la costa norte peruana, teorizándose en la posibilidad de que en ese entonces haya habido una equidad de género.
En el 2016 se publicó el libro Chornancap, Palacio de una gobernante y sacerdotisa de la cultura Lambayeque, resultado de diez años de investigación arqueológica en el sitio.
El hipotético rostro de la sacerdotisa de Chornancap fue reconstruido por el antropólogo forense Daniel Fairbanks. Para ello se utilizaron sus dientes para realizar un estudio completo del ADN. Su ajuar funerario y los detalles de su descubrimiento se exhiben en el Museo Brüning de Lambayeque.